# Margitta Worm
Margitta Worm (geb. 1964) ist eine deutsche Dermatologin und Hochschullehrerin. Sie ist Professorin für Immunmodulation und leitet die Hochschulambulanz an der Berliner Charité. Worm ist Präsidentin der Deutschen Gesellschaft für Allergologie und klinische Immunologie.

## Werdegang
Worm studierte bis 1991 Humanmedizin an der Freien Universität Berlin. Bis 1993 war sie als Assistenzärztin an der Dermatologie der Charité beschäftigt. Anschließend absolvierte sie einen zweijährigen Forschungsaufenthalt an der Harvard Medical School in Boston. Nach ihrer Rückkehr nach Berlin im Jahr 1995 war sie weiterhin als Assistenzärztin an der Charité tätig. Im Jahr 1998 erhielt sie ihre Facharztanerkennung für Dermatologie und Venerologie und im Jahr 2002 für Allergologie und Umweltmedizin. Im Jahr 2000 habilitierte Worm sich im Fach Dermatologie. Ab 2001 arbeitete sie als Oberärztin in der Klinik für Dermatologie, Venerologie und Allergologie an der Berliner Charité.
Im Jahr 2003 wurde Worm auf die Professur für Immunmodulation und allergische Erkrankungen der Charité berufen. Seit 2017 leitet sie als Direktorin die Abteilung Allergie und Immunologie an der Klinik für Dermatologie und Venerologie.    

### Forschung
Worm forscht zur Regulation der zur Synthese des Immunglobulin E, zur Immunmodulation Typ 1-allergischer Erkrankungen, zur Anaphylaxie und zur atopischen Dermatitis. 
Mehrere Forschungsprojekte, an denen Worms maßgeblich beteiligt war, erhielten eine Förderung durch die Deutsche Forschungsgemeinschaft. Hierzu gehören Forschungen zum Nutzen des Placeboeffekts bei atopischer Dermatitis, zu Nahrungsmittelallergie oder Toleranz sowie zur Regulation der B-Zelldifferenzierung durch Vitamin A und D.
Für ihre Forschung auf dem Gebiet der Anaphylaxie erhielt Worm im Jahr 2007 den Kanert-Preis für Allergologie, der von einer privaten Stiftung zweijährlich für herausragende wissenschaftlich basierte Projekte verliehen wird.

## Engagement
Worm engagiert sich in verschiedenen nationalen und internationalen Fachgesellschaften. Sie ist Mitglied der Europäischen Akademie für Allergologie und klinische Immunologie, der World Allergy Organization und der Deutschen Dermatologischen Gesellschaft und der Deutschen Gesellschaft für Allergologie und klinische Immunologie (DGAKI). Sie ist Präsidentin des Netzwerks Online-Registration of Anaphylaxis (NORA) und Mitglied des Vereins Anaphylaxis Training an Education (AGATE). Aufgrund ihrer Fachexpertise wurde zum wiederholten Male – erstmals im Jahre 2011 – in die Kommission für Ernährung, diätische Produkte, neuartige Lebensmittel und Allergien des Bundesinstituts für Risikobewertung berufen.

## Publikationen
Worm war an der Erstellung und Veröffentlichung verschiedener nationaler und internationaler Leitlinien zu den Themenfeldern Atopisches Ekzem, Anaphylaxis und Autoimmunerkrankungen beteiligt. Zudem ist sie als Gutachterin für mehrere dermatologische Fachzeitschriften tätig und unterstützt die Apotheken-Umschau als beratende Expertin. Worm hat über 500 wissenschaftliche Beiträge publiziert. Darüber hinaus war sie an drei Fachbüchern beteiligt:
- mit Dieter Stiller: Seltene und neue Allergene, Dustri-Verlag, 2014
- mit Imke Reese, Christiane Schäfer und Thomas Werfel: Diätik in der Allergologie. Diätvorschläge und Leitlinien zur Nahrungsmittelallergie, Dustri-Verlag, 2013 (3. Auflage) und 2017 (5. Auflage)
- mit Wolfram Sterry und Walter Burgdorf: Checkliste Dermatologie. Venerologie, Allergologie, Phlebologie, Andrologie, Thieme Verlag, 2014

Für das Institut Danone für Ernährung gab Worm im Jahr 1999 gemeinsam mit Ute Bock und Imke Ehlers das Buch "Fühl dich wohl in deiner Haut" heraus, das sich an Kinder mit Neurodermitis und ihre Angehörigen wendet. Das im Darmstädter Dietrich Steinkopff-Verlag erschienene, anschaulich bebilderte Buch erläutert am Beispiel des Mädchens Anna die Entstehung und Symptome der Neurodermitis, damit zusammenhängende therapeutische Maßnahmen und die Auswirkung des Krankheitsbildes auf das tägliche Leben von Kindern. Der Text wird ergänzt durch Hinweise auf allergieauslöserarme Ernährung, Aufklärung über Kreuzinfektionen sowie einen Pollenflugkalender.
Zudem war Worm am Hörbuch Angst vor Gluten, Laktose und Co.: Die Geschäftemacherei mit Nahrungsmittelunverträglichkeiten des Südwestrundfunks beteiligt, bei dem sie auch als Sprecherin zu hören war.